# Đồng Phú, Chương Mỹ
Đồng Phú là một xã thuộc huyện Chương Mỹ, thành phố Hà Nội, Việt Nam.
Xã Đồng Phú có diện tích 3,98 km², dân số năm 1999 là 5.271 người, mật độ dân số đạt 1.324 người/km².
Xã Đồng Phú có 4 thôn: Hạ Dục, Thượng Phúc, Hoàng Xá, Hoà Xá.
Nằm trong vùng Đồng bằng sông Hồng nên xã có rất nhiều địa điểm du lịch hấp dẫn đang chờ bạn khám phá với khung cảnh thiên cực kỳ tươi đẹp , các món ngon, địa điểm vui chơi và những nét văn hóa đặc trưng ở đây. 